# La Roë
La Roë é uma comuna francesa na região administrativa da Pays de la Loire, no departamento de Mayenne. Estende-se por uma área de 8,76 km². Em 2010 a comuna tinha 249 habitantes (densidade: 28,4 hab./km²).